# SARI (タレント)
SARI（さり、1998年11月20日 - ）は、日本の女性歌手、ものまねタレント、YouTuber。かつてはサリーJKやサリーJD、柴山 紗梨菜（しばやま さりな）名義で活動し、その後は柴山サリー（しばやま さりー）名義で活動していた。
2024年5月25日、自身のYouTubeチャンネルで「SARI」に改名を発表。

## 経歴・人物
高校時代からYouTubeにいわゆる「歌ってみた」動画の投稿を開始。その中でZARDの楽曲を歌ったところ、声がボーカルの坂井泉水に似ていると話題になる。その後、それがテレビ局関係者の目に留まったことがきっかけで、2018年から主にものまね番組などテレビ番組に出演。
現在はテレビ出演やYouTubeへの動画投稿の他、「日本の名曲残し隊」でボーカルを務めてのライブ活動やクラウドファンディング企画など、様々な活動を展開している。
公式サイトには「70年代、80年代、90年代の邦楽を強く愛するシンガー」と記載されており、ものまね芸人や歌手などのくくりに拘りはなく、自らの活動を通じて「あの頃の邦楽が持つ色褪せない素晴らしさ」を伝えられたらと願っているという。

## ディスコグラフィ
※楽曲はすべてクラウドファンディングによる制作。

### デジタルシングル
| -   | 発売日        | タイトル                   | カップリング曲              | レーベル           | 規格                   |
| --- | ------------- | -------------------------- | --------------------------- | ------------------ | ---------------------- |
| 1st | 2020年9月1日  | ずっとあなたに会いたかった | 90's ~愛なんて知らないまま~ | J-POP REPRODUCTION | デジタル・ダウンロード |
| 2nd | 2021年3月16日 | ジェネレーション・ジャック | N/A                         | J-POP REPRODUCTION | デジタル・ダウンロード |
| 2nd | 2021年3月16日 | マイ・ホップ・ステップ     | N/A                         | J-POP REPRODUCTION | デジタル・ダウンロード |
| 3rd | 2021年10月5日 | blinding memory            | 青い街のいつか              | J-POP REPRODUCTION | デジタル・ダウンロード |

### シングル
| -   | 発売日        | タイトル        | カップリング曲 | レーベル           | 規格 |
| --- | ------------- | --------------- | -------------- | ------------------ | ---- |
| 1st | 2021年10月5日 | blinding memory | 青い街のいつか | J-POP REPRODUCTION | CD   |

## メディア出演

### テレビ
- 爆笑そっくりものまね紅白歌合戦スペシャル（2018年9月21日、CX）
- ものまね王座決定戦（2018年11月30日、CX）
- モノマネでもいいから聴きたい! 昭和・平成の名曲ベスト55‼（2019年5月2日、TX）
- ものまねグランプリ（2019年10月15日、NTV）
- ヒルナンデス!（2020年2月11日、NTV）
- メレンゲの気持ち（2020年7月25日、NTV）
- 人間観察バラエティ「モニタリング」（2021年2月、3月 TBS）
- ものまねグランプリ（2021年9月28日、NTV）
- ものまね王座決定戦（2021年12月3日、CX）
- ものまねグランプリ ザ・トーナメント2021  (2021年12月21日、NTV)
- ものまね芸人151人がガチで選んだ　いま本当にスゴい！ものまねランキング2022（2022年1月2日 TX）
- 熱唱!ミリオンシンガー  (2022年3月8日、NTV)
- 爆笑そっくりものまね紅白歌合戦スペシャル（2022年4月23日、CX）
- 人間観察バラエティ「モニタリング」（2022年5月12日 TBS）
- 熱唱!ミリオンシンガー   (2023年7月10日、NTV)
- 千鳥の鬼レンチャン    (2024年3月10日、2025年3月16日、CX)
- 「アーティスト別モノマネ頂上決戦 俺にアイツを歌わせたら右に出るものはいない」（2024年3月26日 TBS）
- オールスター合唱バトル2024夏3時間SP 歌ウマ芸能人140人による歌の祭典（2024年7月14日、CX）
- 今夜決定！本当に似てる昭和平成令和の“歌まねランキング”(2024年8月12日、TX)